# Dothidea berberidis
Dothidea berberidis är en svampart som först beskrevs av Göran Wahlenberg, och fick sitt nu gällande namn av De Not. 1841. Dothidea berberidis ingår i släktet Dothidea och familjen Dothideaceae.  Arten är reproducerande i Sverige. Inga underarter finns listade i Catalogue of Life.